# ヴィルヘルム・ハンマースホイ
- ヴィルヘルム・ハマスホイ
- ヴィルヘルム・ハメルショイ

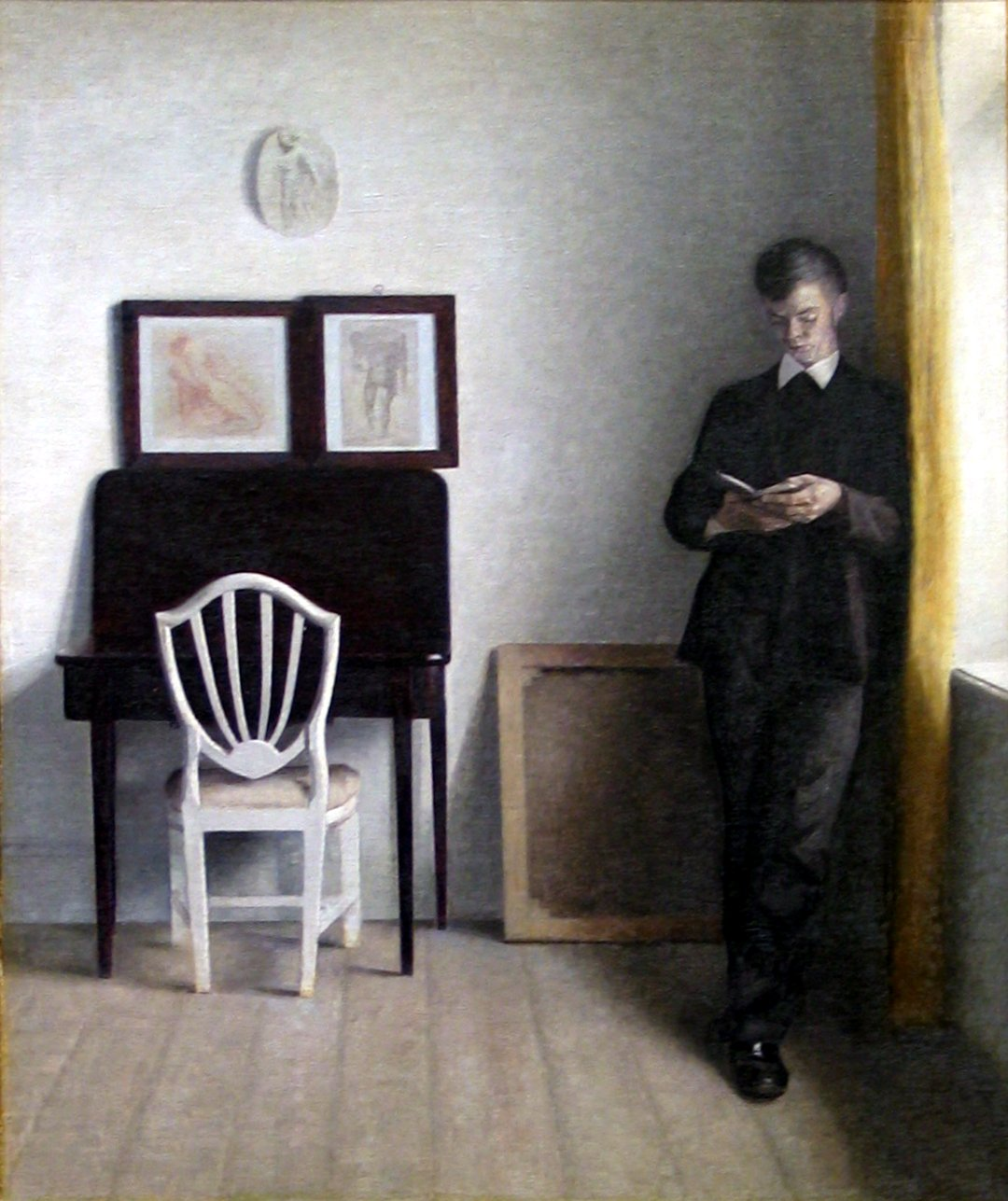
読書する若い男のいる室内 (1898)

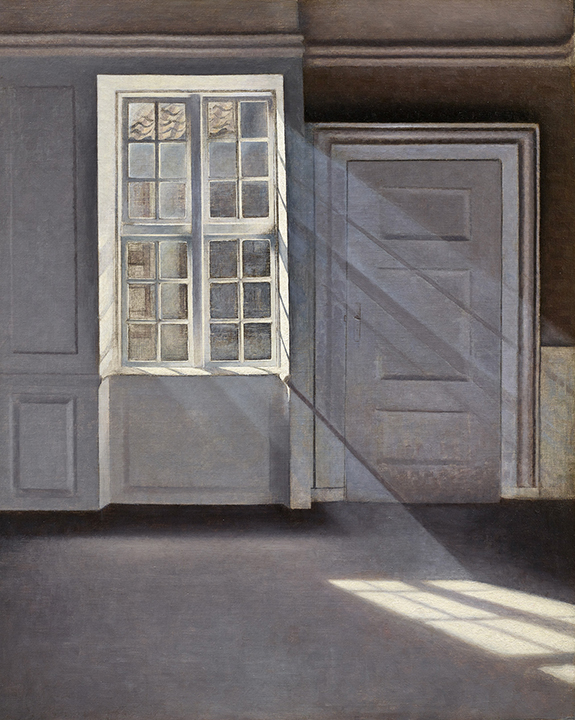
陽光、あるいは陽光に舞う塵 (1900)

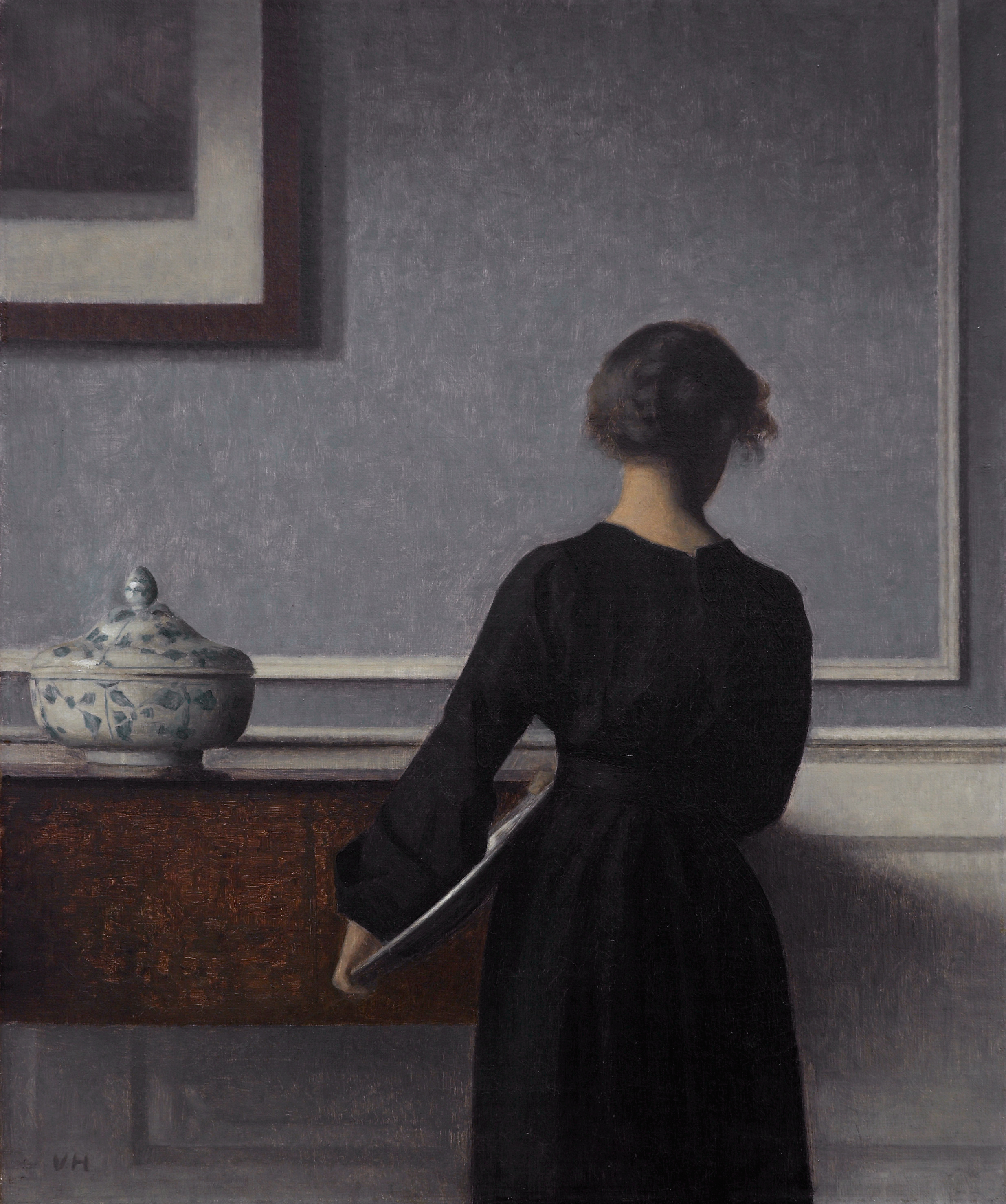
背を向けた若い女性のいる室内 (1903-04)

ヴィルヘルム・ハンマースホイ（Vilhelm Hammershøi, サウンド,1864年5月15日–1916年2月13日）は、デンマークの画家。姓はハメルショイ、ハマスホイとも表記される。作品としては、白・黒・灰色を基調とした抑えた色調で、時間の止まったような静寂な空気を感じさせる細密なタッチの室内画が中心である。室内風景画の多くには鑑賞者に背を向けた人物（その多くは彼の妻イーダ）が描かれている。
ハンマースホイは生前にはデンマークを代表する画家として、特に国外で名声を得たが、その死後は急速に忘れられていった。再評価が始まったのはようやく20世紀末になってからである。

## 生涯
1864年、コペンハーゲンの裕福な家庭に生まれる。
1872年、8歳の時から個人レッスンでデッサンを学び始める。
1879年、コペンハーゲンのデンマーク王立美術院で学ぶ。
1885年、21歳の時、妹のアナを描いた『若い女性の肖像、画家の妹アナ・ハンマースホイ』を王立美術アカデミーの展覧会に出品するが、アカデミーの授与するノイハウスン賞に落選したことで当時の美術家の間に物議を醸し話題となる。『若い女性の肖像』は、黒と灰色を主調としたモノトーンに近い色彩、曖昧な空間表現、自由なタッチなどが当時のアカデミーの趣味に合致しなかったものである。
1888年、コペンハーゲンの歯科医で美術コレクターでもあったアルフレズ・ブラムスンが初めてハンマースホイの作品を購入。以後、ブラムスンはハンマースホイのコレクター・後援者として、生涯にわたり支援した。ブラムスンは生前にいくつかの展覧会を組織し、没後には作品目録の作成や伝記執筆を行っている。
1891年、アカデミーで知り合った画家ピーダ・イルステズの妹のイーダ・イルステズと結婚。彼女の姿はハンマースホイの多くの室内画に登場する。ハンマースホイはイーダとともに1898年から1909年までコペンハーゲン、ストランゲーゼ30番地のアパートで暮らし、その室内風景を多く描いた。この30番地のアパートは所有者が変更したため1909年に引き払い、1913年には筋向いのストランゲーゼ25番地に移っている。
1908年、デンマーク王立美術院の総会会員に就任し、1910年には同評議員になる。
1911年、ローマで開かれた国際美術展で第一等を獲得。1910年代に入ってヨーロッパ各国で個展が開かれるようになり、評価が進んだ。
1914年、母親が亡くなる。
1916年、コペンハーゲンで咽頭癌で死去。晩年のハンマースホイは病弱で、母を亡くしたショックもあり、この頃の作品には未完成のまま筆を置いたものが多い。死の前年の1915年には遺作となった『室内、ストランゲーゼ25番地』という1枚の絵を制作したのみであった。

## 作品の特徴
ハンマースホイの絵画の大部分は室内風景画である。なかでも、1898年から1909年まで暮らしたコペンハーゲン、ストランゲーゼ30番地のアパートの室内を描いたものが多い。このアパートで制作された室内画には同じ部屋が繰り返し描かれ、アパートのどの部屋のどの位置から描かれたかが正確に特定できる。また、同じピアノ、テーブル、椅子、磁器製のパンチボウル、金属製のストーヴなどが多くの絵に繰り返し登場する。室内の様子には生活感や物語をうかがわせるものがほとんどない。室内に描かれる人物は1人か2人で、後ろ向きであることが多く、正面向きに描かれたとしても顔のタッチがほとんどぼかされるか影に入っているうえ、人物は鑑賞者と視線を合わせない。さらには、人物のいない、無人の室内を描いた作品も少なくない。このように、ハンマースホイの絵はタイトル以外、解釈の手がかりをほとんど排除している。同じ室内を繰り返し描く点などフェルメールのオランダ絵画の影響が指摘されるが、白と黒を基調としたモノトーンに近い色使いと静謐な画面はハンマースホイ独自のものである。
室内画のほか、肖像画、風景画なども制作している。肖像画のモデルは家族と親しい友人に限られ、人物は鑑賞者と視線を合わせないように描かれることが多い。複数の人物を描いた集団肖像画においてもその点は同様で、画家の弟や友人らを描いた『5人の肖像』（1901 - 02年）では、描かれた5人の人物は互いに視線を交わすことなく、自らの内面と向き合っているようにみえる。宮殿などの建物や都市近郊の風景を題材にした風景画も制作しているが、ハンマースホイの描く風景には人物がほとんど登場しない。こうした静寂、寂寥感は、ジャンルや制作時期を問わず、ハンマースホイの作品全般に通じる特色である。

## エピソード
- 国際的人気を誇るコメディグループ、モンティ・パイソンのメンバーであるマイケル・ペイリンはハンマースホイ作品の大ファンで、BBCで『Michael Palin and the Enigma of Hammershoi』というドキュメンタリー番組を制作し、ハンマースホイの魅力を放送。ペイリン自身もハンマースホイの作品を所蔵しているらしい。

- イエンス・ロウガセン（2006-2007ANDAM AWARDを受賞）は、ハンマースホイのネオクラシカルな要素にインスパイアされたコレクションを発表した。

## 代表作
- 若い女性の肖像、画家の妹アンナ・ハンマースホイ（1885）（ヒアシュプロング美術館）
- クレスチャンスボー宮殿、晩秋（1890 - 92） （コペンハーゲン国立美術館）
- 室内（1893）（イェーテボリ美術館）
- ふたりの人物像（画家とその妻） (1898) (アロス・オーフス美術館)
- 陽光の中で読書する女性、ストランゲーゼ30番地（1899）（ポーラ美術館）
- 陽光に舞う塵埃（1900）（オードラップゴー美術館）
- 室内、ストランゲーゼ（1901）（ハノーファー、ニーダーゼクセン州博物館）
- 5人の肖像（1901 - 02） （ストックホルム、ティールスカ美術館）
- 背を向けた若い女性のいる室内（1903-04）（ラナス美術館）
- ゲントフテ湖、天気雨（1903） （個人蔵）
- 休息（1905）（オルセー美術館）
- 白い扉、あるいは開いた扉 (1905) （コペンハーゲン、デーヴィズ・コレクション）
- 陽光習作 (1906) (コペンハーゲン、デーヴィズ・コレクション)
- クレスチャンスボー宮殿の眺め (1907) (コペンハーゲン国立美術館)
- ピアノを弾くイーダのいる室内 (1910) (国立西洋美術館)

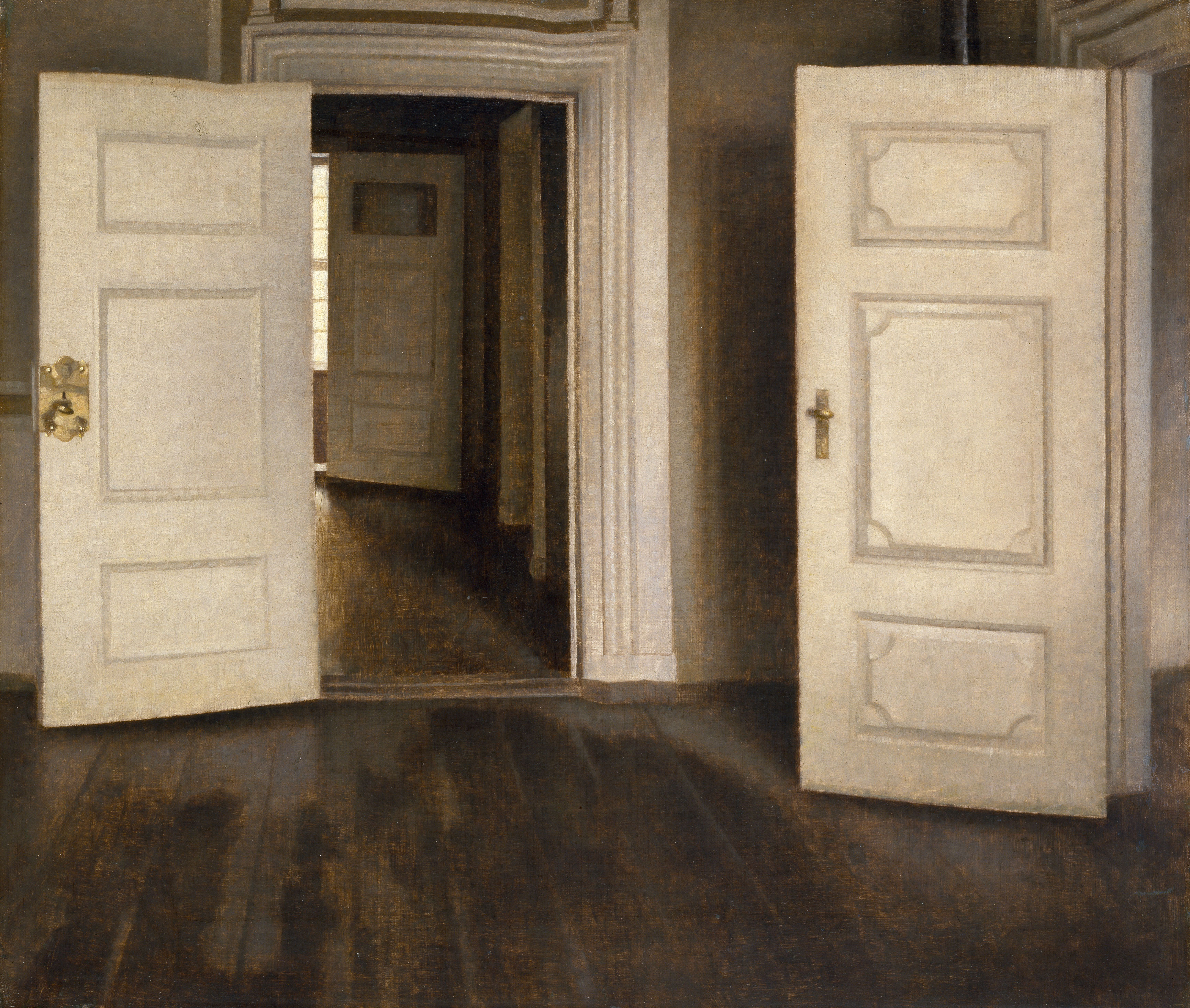
『白い扉、あるいは開いた扉』(1905)
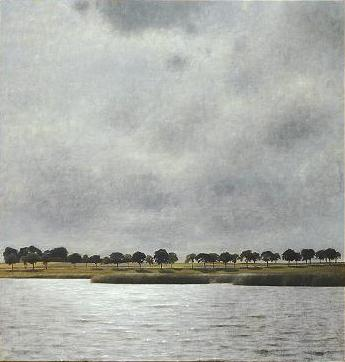
『ゲントフテ湖、天気雨』(1903)
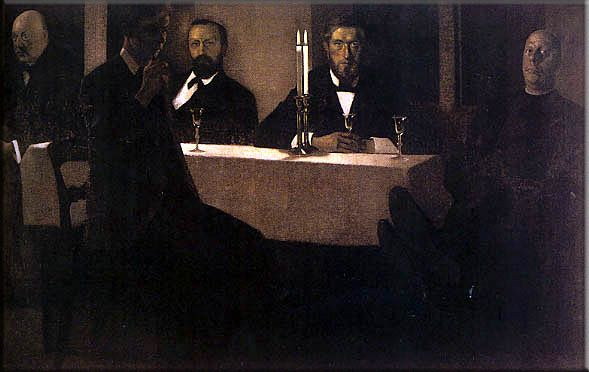
『5人の肖像』(1901 - 02)
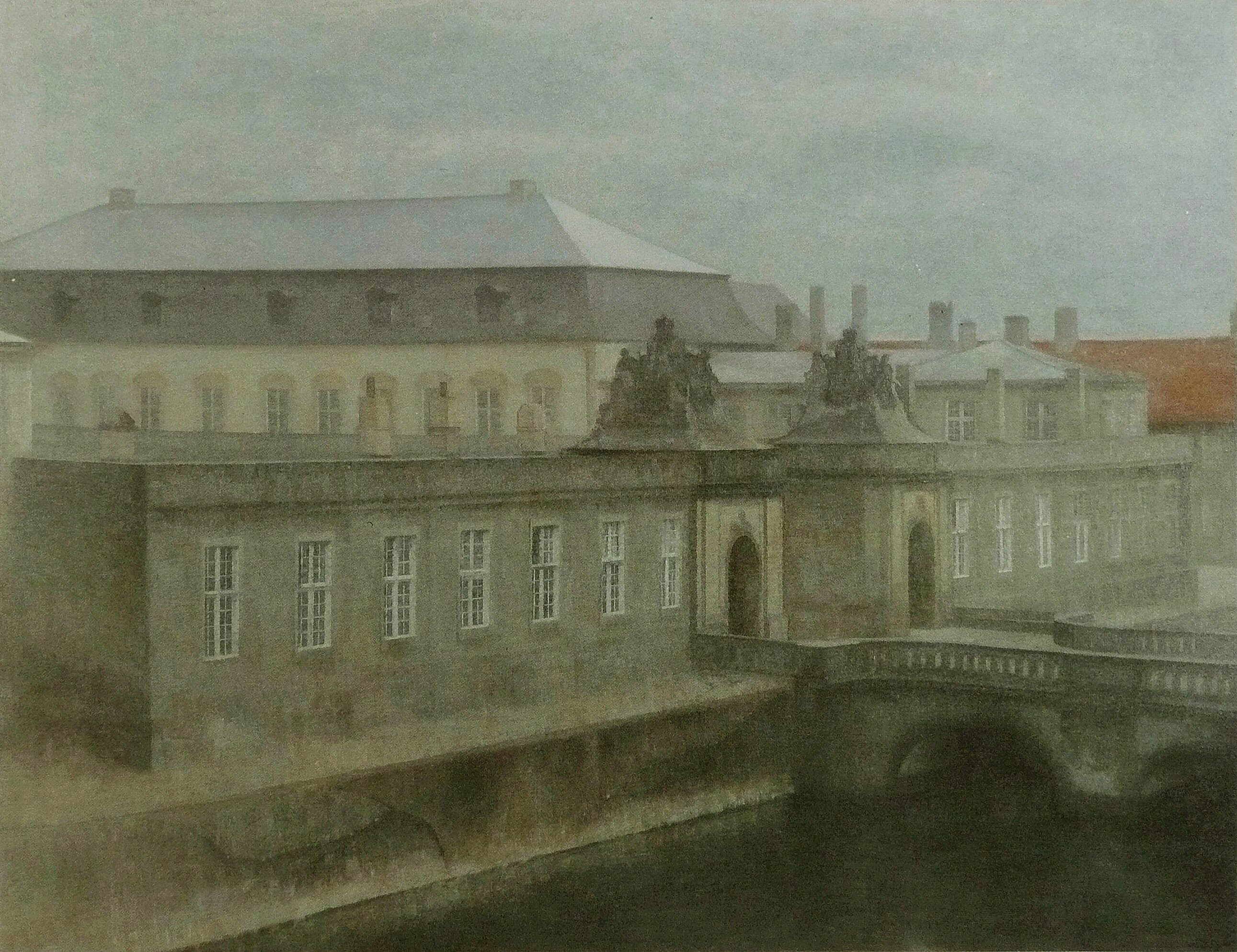
『クレスチャンボー宮殿、晩秋』(1890 - 92)
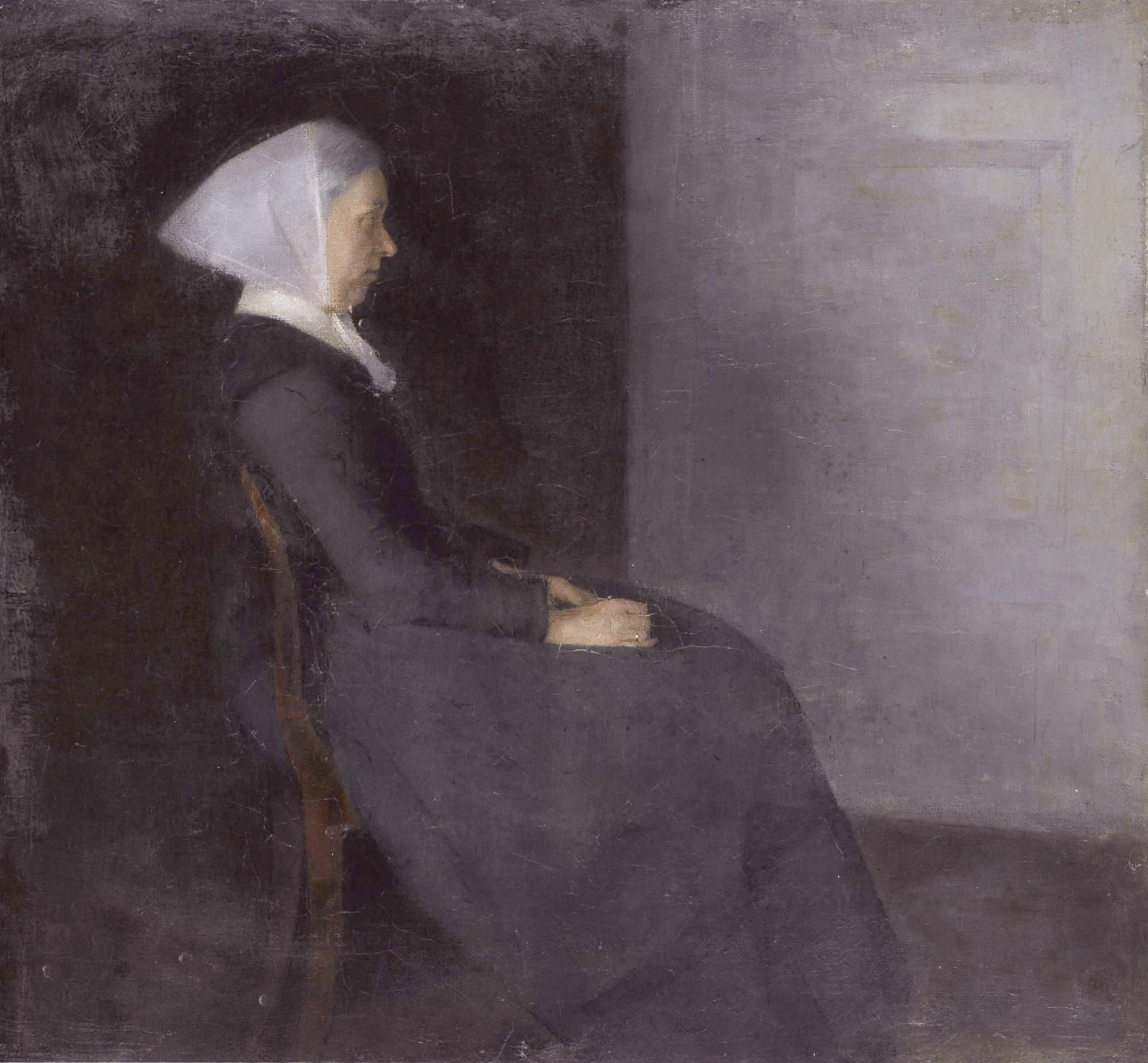
Frederikke Hammershøi, the artist's mother (1886)
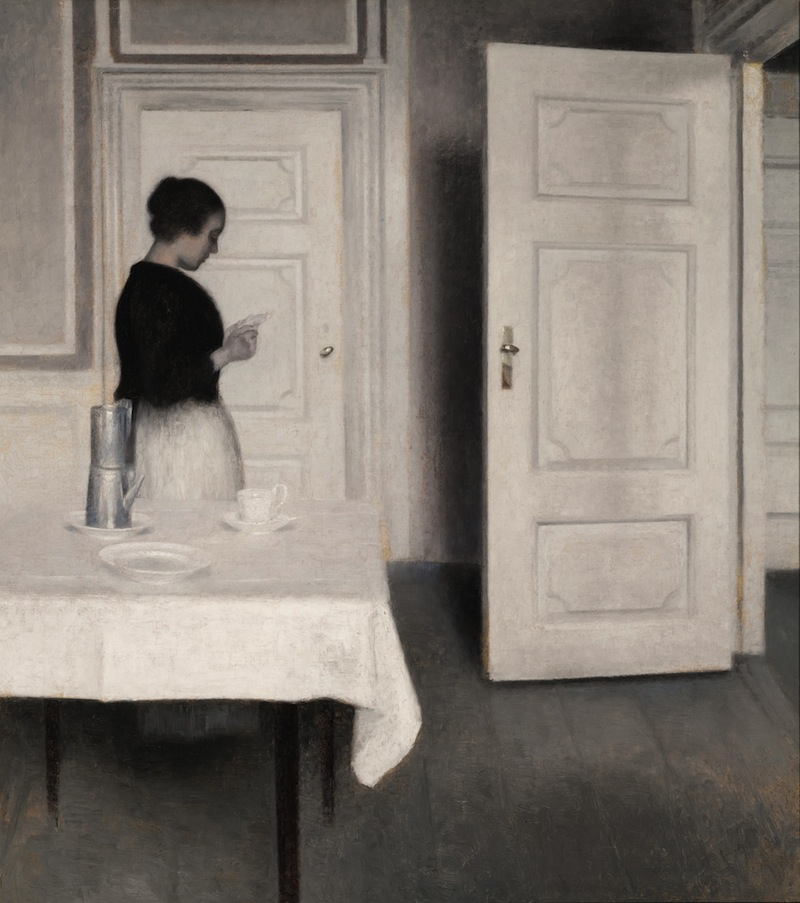
Ida Reading a Letter

## 主要な回顧展
- 2008年6月24日（火）～9月7日（日）イギリスのRoyal Academy of Artsにおいて、回顧展が開催される。
- 2008年9月30日（火）～12月7日（日）東京・上野の国立西洋美術館において、アジア初の回顧展が開催された。
- 2020年1月21日（火）～3月26日（木）東京・上野の東京都美術館において、『ハマスホイとデンマーク絵画』と題して回顧展が開催された。

## 同時代のデンマークの作家
- ピーダ・イルステズ（Peter Ilsted, 1861年-1933年）
- カール・ホルスーウ（Carl Vilhelm Holsøe, 1863年-1935年）